# KRL Commuter Line

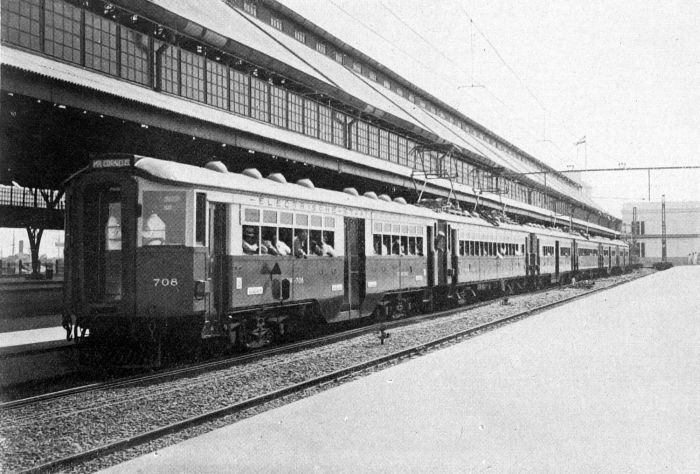
Le premier train électrique reliant Weltevreden (aujourd'hui la gare de Gambir dans le centre de Jakarta) au port de Tanjung Priok en 1925

KRL Commuter Line, (KRL acronyme de l'indonésien Kereta Rel Listrik) anciennement KRL Jabodetabek  est le réseau de train de banlieue qui dessert l'agglomération de Jakarta (Jabodetabek), capitale de l'Indonésie qui compte environ 30 millions habitants. Le réseau, qui  comprend 6 lignes totalisant 415 kilomètres de  voie sud-africaine (voie étroite) transporte environ 950 000 passagers chaque jour. Il  dessert les villes périphériques de Bogor, Depok, Tangerang et Bekasi.

## Lignes

Le réseau de Kereta Commuter Indonesia

Avec la modernisation de 2011, le système est désormais constitué de 6 lignes.
Une nouvelle ligne électrifiée de la branche ira de la gare de Citayam à Depok à la gare de Nambo à Cibinong.
| Couleur | Ligne                   | Route                        | Nombre de stations | Longueur                           | En service                                                   |
| ------- | ----------------------- | ---------------------------- | ------------------ | ---------------------------------- | ------------------------------------------------------------ |
|         | Jatinegara-Bogor        | Jatinegara - Depok/Bogor     | 30                 | 71,8 km                            | 1987                                                         |
|         | Jakarta - Bogor         | Jakarta Kota to Depok/Bogor  | 25                 | 54,6 km                            | 1930                                                         |
|         | Jakarta - Rangkasbitung | Tanah Abang - Rangkasbitung  | 19                 | 55,7 km                            | 2013                                                         |
|         | Jakarta - Bekasi        | Jakarta Kota - Bekasi        | 18                 | 27,4 km                            | 1987                                                         |
|         | Jakarta - Tangerang     | Duri - Tangerang             | 9                  | 18,9 km                            | 1997                                                         |
|         | Tanjung Priok Line      | Jakarta Kota - Tanjung Priok | 4                  | 7,9 km (total) 1,6 km (en service) | Service partiel sur la navette Jakarta Kota - Kampung Bandan |

Le nombre d'utilisateurs du réseau est en constante augmentation. En 2007, 118 millions de passagers l'ont utilisé, soit une moyenne journalière de 380 000 passagers, en excluant les dimanches. Sur ce nombre, 60 % ont utilisé la ligne de Bogor (en mauve sur le plan), 26 % celle  de Bekasi (rouge), 11 % celle de Serpong (vert clair) et 3 % celle de Tangerang (violet). Les projections sont de 1,5 million de passagers par jour en 2014 soit 4,7 millions par an dimanches exclus.
La ligne circulaire, inaugurée en novembre 2007, ne transportait que 500 passages par jour. La raison en est le manque de correspondances avec les autres modes de transport. L'objectif est d'assurer des correspondances avec le réseau de bus à haut niveau de service de Jakarta, le TransJakarta.

## Matériel

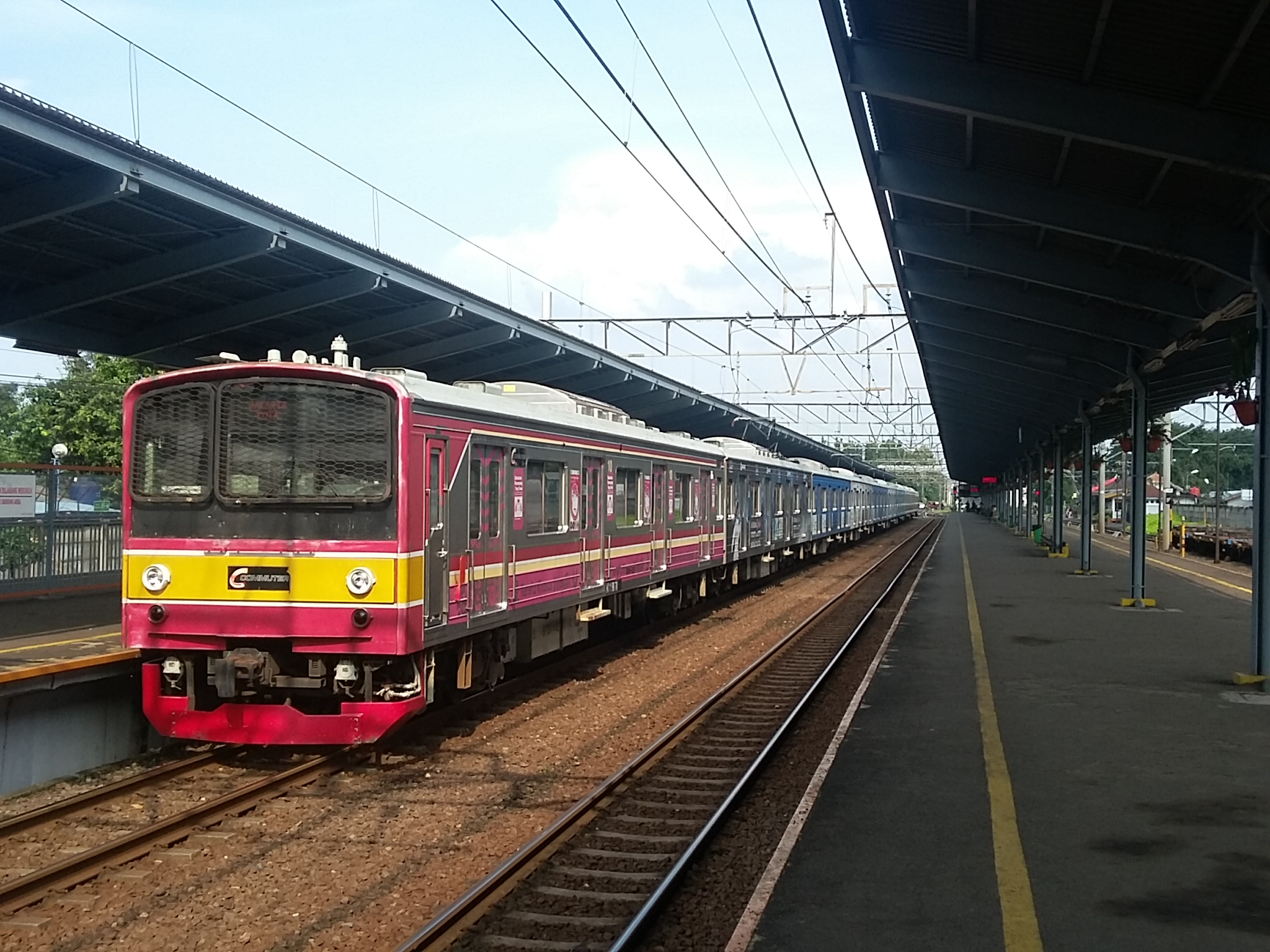
Train à la gare de Bekasi

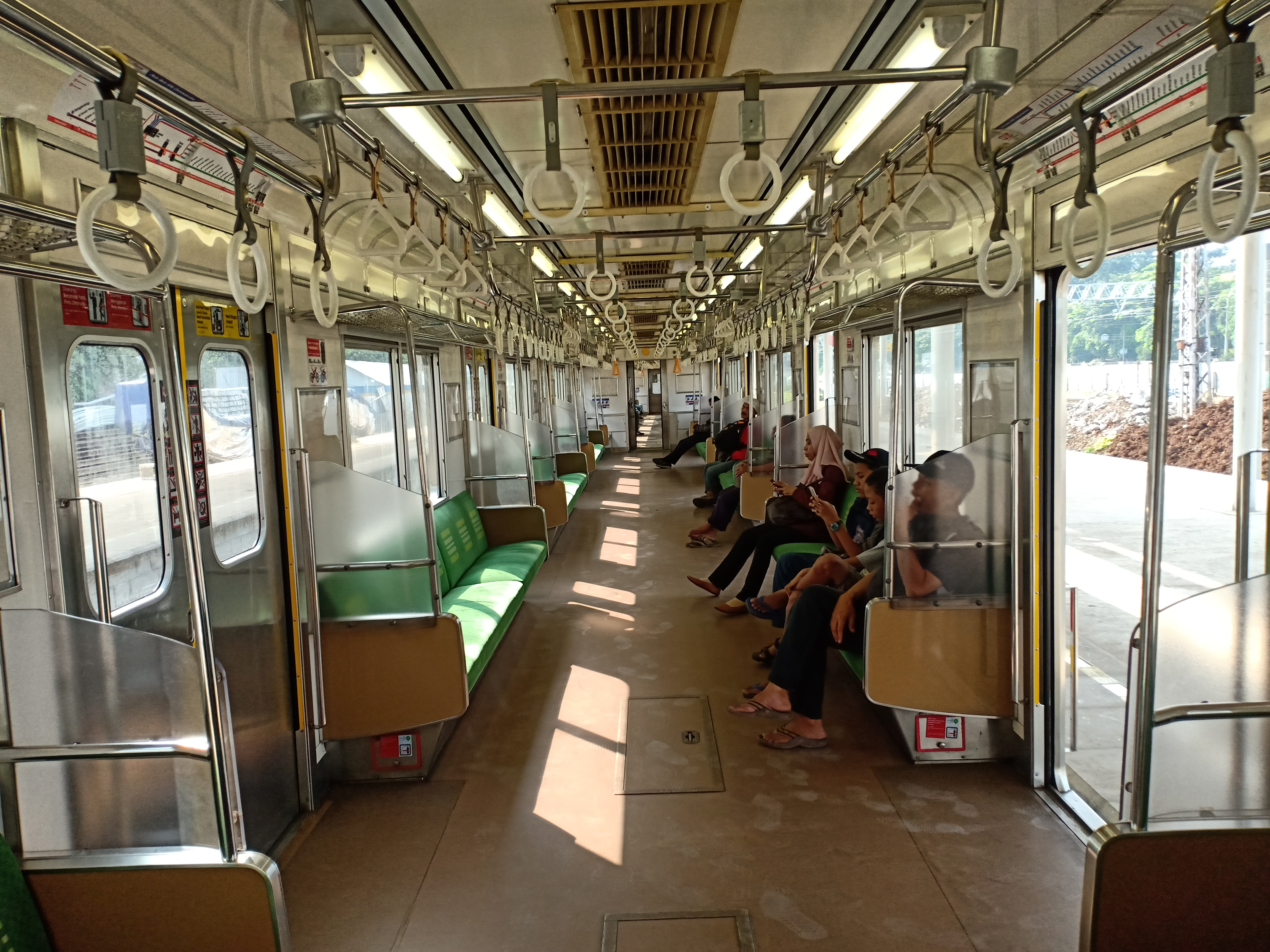
Intérieur d'un train

Les rames du KRL Jabotabek sont fabriquées par l'entreprise de construction ferroviaire d'État PT Industri Kereta Api. La vitesse d'exploitation va de 55 à 110 km/h. Une rame consiste en 8 voitures d'une capacité de 80 - 110 passagers chacune. Par ailleurs PT KA s'est lancée dans un programme de remplacement des rames actuelles par des rames équipées d'air climatisé de fabrication japonaise. L'objectif est que tout le réseau du KRL Jabotabek soit équipé en air climatisé en 2010.

## Liaison ferroviaire aéroportuaire de Soekarno-Hatta

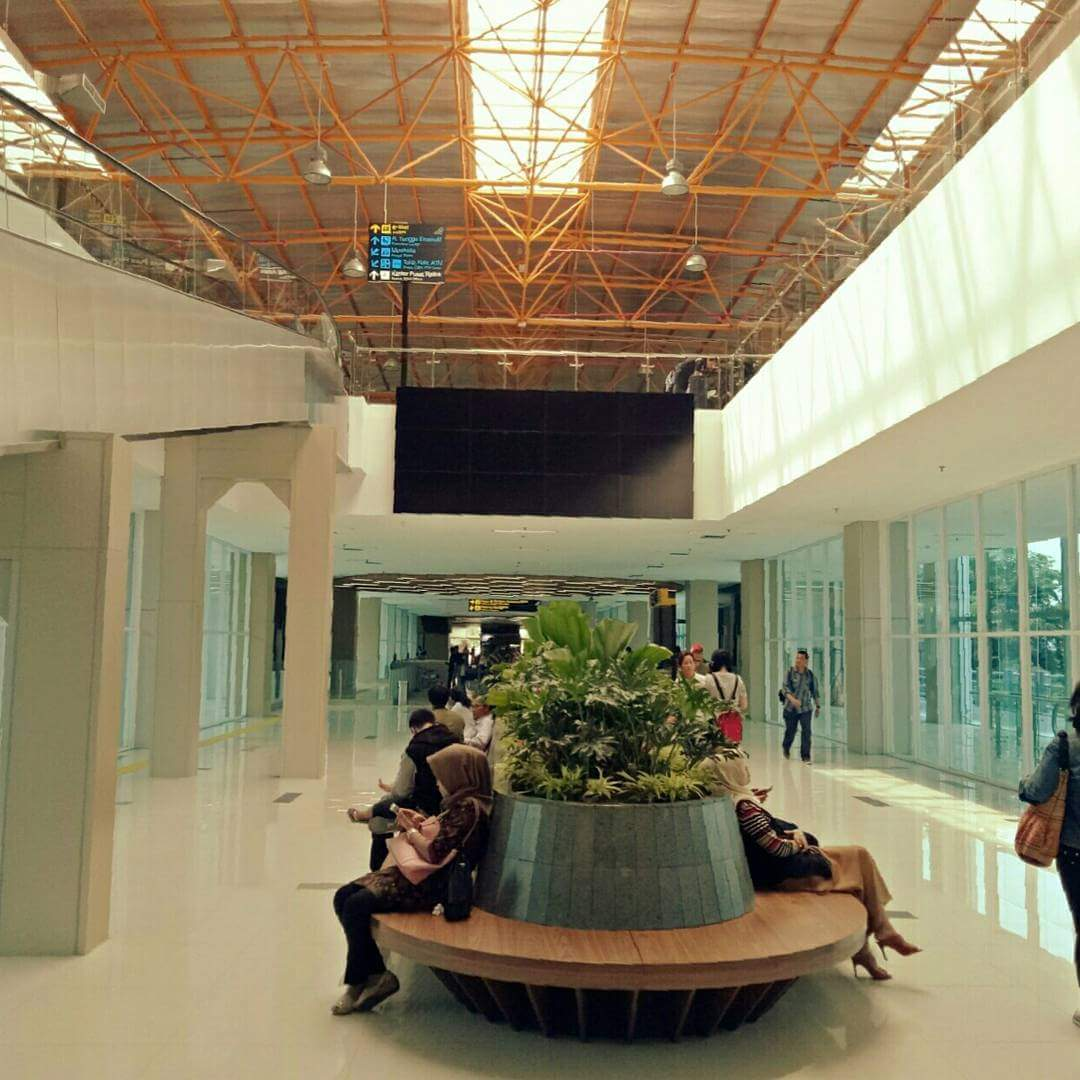
La gare BNI City

La liaison ferroviaire qui relie l'aéroport international Soekarno-Hatta à la gare BNI City a été inaugurée le 2 janvier 2017 par le président Joko Widodo. En attendant l'aménagement de la gare de Manggarai, la liaison s'arrête à la nouvelle gare BNI City.